# Nicolas Adolphe de Galhau
Pour les autres membres de la famille, voir Famille Villeroy de Galhau.
Nicolas Adolphe de Galhau (6 février 1814, Vaudrevange - 23 novembre 1889) est un industriel, philanthrope et homme politique allemand.

## Biographie
Fils de Henry Fulbert von Galhau et petit-fils de Nicolas Villeroy, il épouse, le 22 avril 1840, sa cousine germaine Sophie Leonie Elisabeth Villeroy (1821-1885). Le couple est resté sans enfant. À partir de 1907, ses neveux, René von Boch (de) et Emmanuel Villeroy, sont autorisés à reprendre le nom de Galhau.
Il devint membre du Parlement uni prussien en 1848 et est maire de Wallerfangen de 1851 à 1889. À cette époque, il s'occupe particulièrement de l'expansion du développement urbain : sur une propriété familiale, il fait construire une mairie et trois bâtiments scolaires.
Le 7 juin 1857, Galhau fonde la Freundeskreis der Adolf von Galhau'schen Sophienstiftung e.V. en tant que fondation sociale et l'appelle du nom de sa femme. Entre 1883 et 1885, il fait construire l'hôpital Saint-Nicholas à Wallerfangen avec la fondation. Aujourd'hui, la fondation gère une maison de retraite, une maison d'enfants, une clinique spécialisée en gériatrie et une clinique spécialisée en psychiatrie et en psychothérapie.
Galhau est membre de la Chambre des représentants de Prusse de 1861 à 1863.
En 1871, il cofonde la Diekircher Actien-Bierbrauerei.
En 1881, il devient administrateur de district par intérim de Sarrelouis.
Il reprend le domaine parental à Wallerfangen en 1882, qu'il reconstruit dans les années suivantes. Les anciens bâtiments ont été démolis et il fait construire un château de campagne, qui se trouve dans un parc à l'anglaise (aujourd'hui le château de Papen).

## Hommages

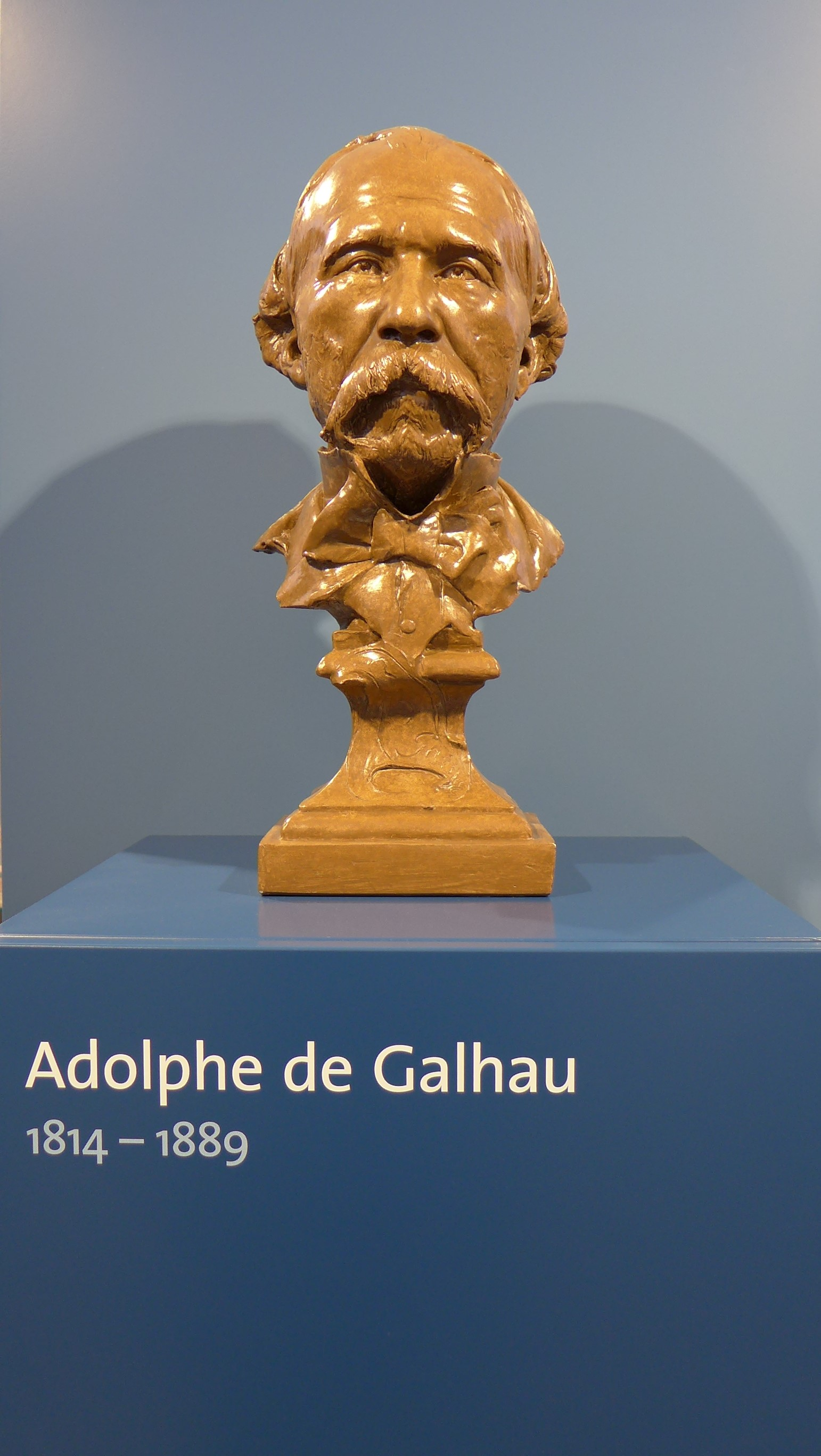

Il est fait citoyen d'honneur de la communauté Wallerfangen en 1850 et de Sarrelouis en 1880. À Wallerfangen, l'Adolphshöhe et la Von-Galhau-Straße portent son nom.
Dans l'entrée de l'ancien bureau du maire (aujourd'hui bâtiment de l'école primaire) se trouve un buste de lui

### Sources
- (de) Cet article est partiellement ou en totalité issu de l’article de Wikipédia en allemand intitulé « Nicolas Adolphe de Galhau » (voir la liste des auteurs).